# Алексеенко, Фёдор Никитич
Фёдор Ники́тич Алексе́енко (1882 — 6 февраля 1904) — российский ботаник, флорист-систематик и путешественник.

## Биография
Дворянин Павлоградского уезда Екатеринославской губернии. Сын многодетного зажиточного помещика, после смерти которого с братом Николаем унаследовал его имение. Среднее образование получил в 1-м реальном училище г. Екатеринослава, которое окончил в 1895 году. Ещё в школьные годы увлёкся естествознанием и под руководством ботаника И. Я. Акинфиева, преподавателя реального училища, принимал участие в ботанических экскурсиях и гербарных сборах в окрестностях города Екатеринослава, на территории Верхнеднепровского и Новомосковского уездов.
Учился в Лесном институте в Петербурге. Увлекшись революционной деятельностью, продал брату свою часть имения и уехал заграницу.
Алексеенко покончил с собой, будучи застигнут жандармами при нелегальном переходе швейцарско-французской границы.

## Вклад в науку
Алексеенко, в течение шести лет (1897—1903) путешествуя по российской части Кавказа и изучая его флору, собрал огромные коллекции растений (свыше 15 000 образцов), которые принёс в дар Академии наук. За это Алексеенко был удостоен Почётной юбилейной медали имени академика К. М. Бэра. Описание некоторых новых для того времени видов растений с Кавказа (астрагала (Astragalus), волоснеца (Elymus), ячменя (Hordeum), пиретрума (Pyrethrum)) Алексеенко опубликовал в труде В. И. Липского «Флора Кавказа» (Тифлис, 1902, дополнение 1). Обзорная статья Алексеенко о его ботанических исследования на Кавказе в 1902 году была опубликована посмертно.
В 1901 году совершил путешествие в Среднюю Азию, исследовав в ботаническом отношении Памир, Ваханский хребет, Шугнан и область Дарваз, привёз из этой экспедиции 4000 гербарных образцов.
В 1903 году совершил экспедицию в Персию, собрав 1100 экземпляров растений.
Кроме того, Алексеенко собрал ценные гербарии флор Екатеринославской и Таврической губерний (крымская часть).

### Основные сочинения
- Artemisia armeniaca Lam.; Betckea caucasica Boiss.; Nepeta supina Stev.; Potentilla pimpinelloides L.; Salsola daghestanica Czern. — Delectus plantarum exsiccatarum anno 1899. II. // Учен. зап. Юрьевск. ун-та, год 7. — 1899. — Вып. 2. — С. 32, 33, 48—49, 51, 53.
- Betula Raddeana Trautv.; Colchicum laetum Stev. // Тр. бот. сада Юрьевск. ун-та. — 1901. — Т. II, вып. 3. — С. 161—162.
- Rhamnus microcarpa Boiss. P. microphylla Trautv.; Sphaerophysa salsula D. С. // Тр. бот. сада Юрьевск. ун-та. — 1901. — Т. II, вып. 4. — С. 230—231.
- Axyris caucasica Lipsky // Тр. бот. сада Юрьевск. ун-та. — 1902. — Т. III. — С. 255.
- Об интересных папоротниках восточного Кавказа // Тр. бот. сада Юрьевск. ун-та. — 1902. — Т. III, вып. 1. — С. 23—27.
- Aspidium aculeatum Sw.; Colchicum laetum Stev. // Тр. бот. сада Юрьевск. ун-та. — (1902) 1903. — Т. III, вып. 4. — С. 252, 255.
- Trixago Apula Stev.; Hordeum (Elymus) daghestanicum n. sp. // Список растений Гербария русской флоры, изд. Бот. музеем АН. — СПб., 1902. — Т. IV. — С. 25, 29—30.
- Ботанические исследования на Кавказе в 1902 году // Тр. Бот. музея АН. — 1907. — Т. III. — С. 64—93. (Статья опубликована посмертно)